# Rochebrune (Hautes-Alpes)
Pour les articles homonymes, voir Rochebrune.
Rochebrune est une commune française située dans le département des Hautes-Alpes en région Provence-Alpes-Côte d'Azur.

## Géographie

### Localisation
Rochebrune est située au sud du département des Hautes-Alpes.

### Communes limitrophes
Huit communes sont limitrophes de Rochebrune :
| Remollon    | Théus                                 | Espinasses     |
| Piégut (04) | Rochebrune                            |                |
|             | Bréziers Bellaffaire (04) Gigors (04) | La Bréole (04) |

### Géologie et relief
La commune s'étend sur 1 237 hectares et son altitude varie entre 622 et 1 374 mètres.

### Hydrographie
Située en aval du barrage de Serre-Ponçon, le village est sur la rive gauche de la Durance à la limite avec les communes d'Espinasses et de Remollon.

### Transports
Seules deux routes départementales traversent la commune : la RD 951, donnant accès à la 900B vers Gap, l'autoroute A51 et Barcelonnette, ainsi que la RD 56 traversant le village jusqu'au plan d'eau des 3 lacs, à la frontière avec le département limitrophe des Alpes-de-Haute-Provence, sur la commune voisine de Piégut.

### Climat
Pour des articles plus généraux, voir Climat de Provence-Alpes-Côte d'Azur et Climat des Hautes-Alpes.
En 2010, le climat de la commune est de type climat méditerranéen altéré, selon une étude du Centre national de la recherche scientifique s'appuyant sur une série de données couvrant la période 1971-2000. En 2020, Météo-France publie une typologie des climats de la France métropolitaine dans laquelle la commune est exposée à un climat de montagne ou de marges de montagne et est dans la région climatique Alpes du sud, caractérisée par une pluviométrie annuelle de 850 à 1 000 mm, minimale en été.
Pour la période 1971-2000, la température annuelle moyenne est de 10,4 °C, avec une amplitude thermique annuelle de 18,3 °C. Le cumul annuel moyen de précipitations est de 892 mm, avec 7,1 jours de précipitations en janvier et 5,3 jours en juillet. Pour la période 1991-2020, la température moyenne annuelle observée sur la station météorologique de Météo-France la plus proche, « Turriers », sur la commune de Turriers à 6 km à vol d'oiseau, est de 10,6 °C et le cumul annuel moyen de précipitations est de 795,7 mm. 
La température maximale relevée sur cette station est de 40 °C, atteinte le 23 août 2023 ; la température minimale est de −17 °C, atteinte le 1er février 2010,,.
Les paramètres climatiques de la commune ont été estimés pour le milieu du siècle (2041-2070) selon différents scénarios d'émission de gaz à effet de serre à partir des nouvelles projections climatiques de référence DRIAS-2020. Ils sont consultables sur un site dédié publié par Météo-France en novembre 2022.

## Urbanisme

### Typologie
Au 1er janvier 2024, Rochebrune est catégorisée commune rurale à habitat dispersé, selon la nouvelle grille communale de densité à 7 niveaux définie par l'Insee en 2022.
Elle est située hors unité urbaine. Par ailleurs la commune fait partie de l'aire d'attraction de Gap, dont elle est une commune de la couronne,. Cette aire, qui regroupe 73 communes, est catégorisée dans les aires de 50 000 à moins de 200 000 habitants,.

### Occupation des sols
L'occupation des sols de la commune, telle qu'elle ressort de la base de données européenne d’occupation biophysique des sols Corine Land Cover (CLC), est marquée par l'importance des forêts et milieux semi-naturels (69,1 % en 2018), en augmentation par rapport à 1990 (68 %). La répartition détaillée en 2018 est la suivante : 
forêts (46,3 %), zones agricoles hétérogènes (28,1 %), milieux à végétation arbustive et/ou herbacée (17,6 %), espaces ouverts, sans ou avec peu de végétation (5,2 %), prairies (2,7 %), cultures permanentes (0,1 %).
L'évolution de l’occupation des sols de la commune et de ses infrastructures peut être observée sur les différentes représentations cartographiques du territoire : la carte de Cassini (XVIIIe siècle), la carte d'état-major (1820-1866) et les cartes ou photos aériennes de l'IGN pour la période actuelle (1950 à aujourd'hui).

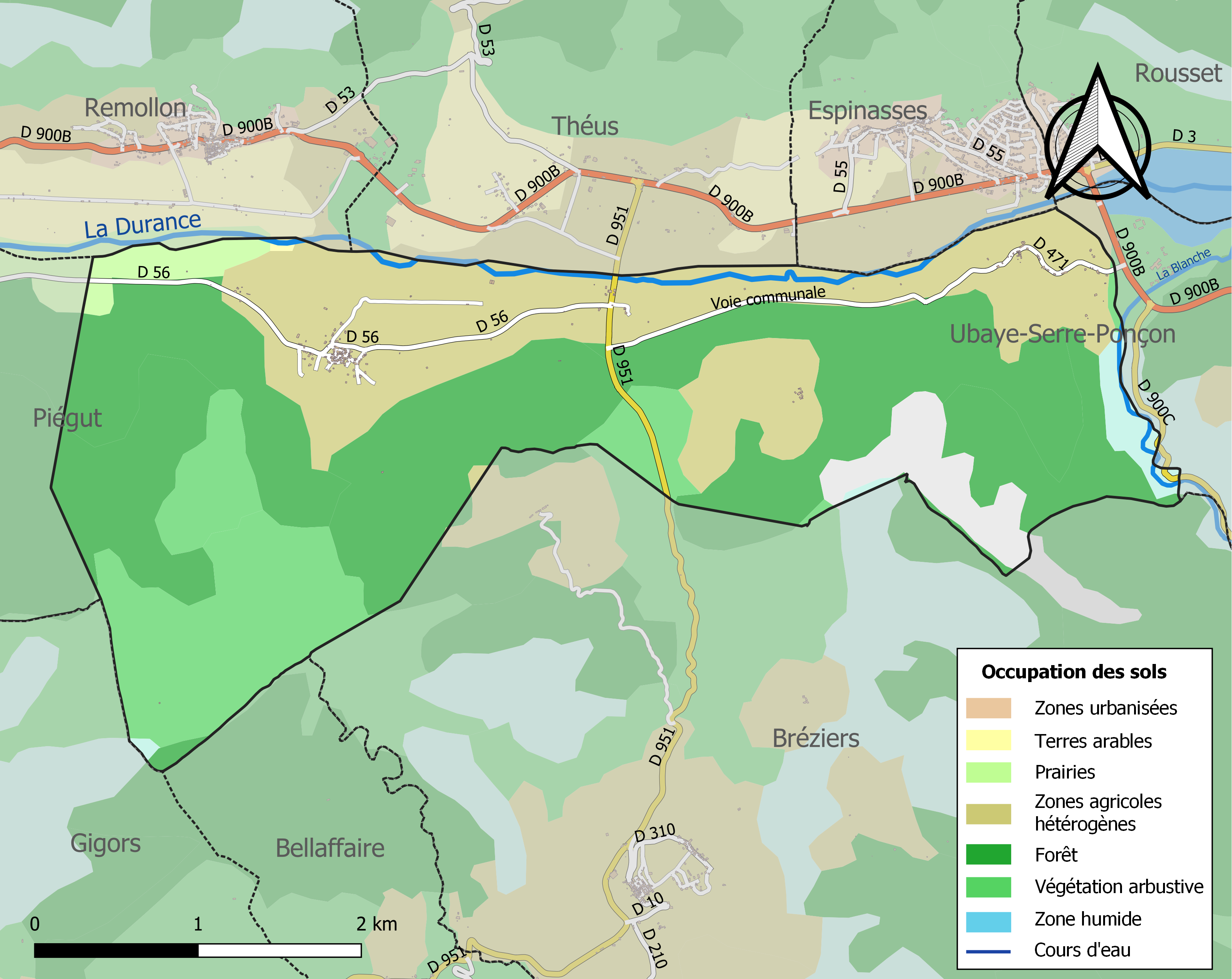
Carte de l'occupation des sols de la commune en 2018 (CLC).

## Toponymie
Le nom de la localité est attesté sous la forme Roqua bruna vers  1200, sous les citations Roqua bruna in ripa Durantie (« Roche brune sur la rive de la Durance ») en 1238 et Villagium de Rochebrune au XIIIe siècle.
Rochabruna en occitan.
Du nord occitan  ràcha et de l'adjectif bruna « brune ».
Une roche tirant sur les bruns et facilement reconnaissable a généré ce toponyme.

## Histoire
Au début de la Révolution française, la nouvelle de la prise de la Bastille est accueillie favorablement, mais provoque un phénomène de peur collective d’une réaction aristocratique. Localement, la Grande Peur, venant de Tallard et appartenant au courant de la « peur du Mâconnais », atteint Rochebrune le 31 juillet 1789. Les consuls de la communauté villageoise communiquent avec ceux de Seyne, faisant ainsi se propager la Grande peur, mais permettant aussi la création de solidarités.

## Politique et administration

### Liste des maires
| Période                                  | Période   | Identité       | Étiquette | Qualité                       |
| ---------------------------------------- | --------- | -------------- | --------- | ----------------------------- |
| Les données manquantes sont à compléter. |           |                |           |                               |
| mars 2001                                | mars 2008 | Claude Amouriq |           |                               |
| mars 2008                                | En cours  | Daniel Aubin,  |           | Ancien agriculteur exploitant |

### Intercommunalité
Rochebrune fait partie:
- de 1995 à 2017, de la communauté de communes du Pays de Serre-Ponçon ;
- À partir du 1er janvier 2017, de la communauté de communes Serre-Ponçon Val d'Avance[20].

## Population et société

### Démographie
L'évolution du nombre d'habitants est connue à travers les recensements de la population effectués dans la commune depuis 1793. Pour les communes de moins de 10 000 habitants, une enquête de recensement portant sur toute la population est réalisée tous les cinq ans, les populations de référence des années intermédiaires étant quant à elles estimées par interpolation ou extrapolation. Pour la commune, le premier recensement exhaustif entrant dans le cadre du nouveau dispositif a été réalisé en 2006.

En 2022, la commune comptait 197 habitants, en évolution de +17,26 % par rapport à 2016 (Hautes-Alpes : +0,4 %, France hors Mayotte : +2,11 %).
| 1793 | 1800 | 1806 | 1821 | 1831 | 1836 | 1841 | 1846 | 1851 |
| ---- | ---- | ---- | ---- | ---- | ---- | ---- | ---- | ---- |
| 157  | 226  | 231  | 237  | 287  | 305  | 286  | 286  | 301  |

| 1856 | 1861 | 1866 | 1872 | 1876 | 1881 | 1886 | 1891 | 1896 |
| ---- | ---- | ---- | ---- | ---- | ---- | ---- | ---- | ---- |
| 269  | 268  | 260  | 238  | 213  | 202  | 199  | 205  | 202  |

| 1901 | 1906 | 1911 | 1921 | 1926 | 1931 | 1936 | 1946 | 1954 |
| ---- | ---- | ---- | ---- | ---- | ---- | ---- | ---- | ---- |
| 196  | 211  | 200  | 155  | 149  | 148  | 132  | 108  | 99   |

| 1962 | 1968 | 1975 | 1982 | 1990 | 1999 | 2006 | 2011 | 2016 |
| ---- | ---- | ---- | ---- | ---- | ---- | ---- | ---- | ---- |
| 134  | 78   | 94   | 106  | 99   | 128  | 144  | 168  | 168  |

| 2021 | 2022 | - | - | - | - | - | - | - |
| ---- | ---- | - | - | - | - | - | - | - |
| 188  | 197  | - | - | - | - | - | - | - |

## Culture locale et patrimoine

### Lieux et monuments
- Plan d'eau des 3 Lacs. À cheval avec la commune de Piégut, ces lacs (qui sont en réalité 4) ont été créés pour les besoins d'EDF pour la création du canal[25] et consécutivement à des extractions de graviers pour la construction du barrage de Serre-Ponçon. Ces lacs ont toutefois été détruits par la crue de la Durance le 30 mai 2008[26].
- Église Saint-Julien de Rochebrune.
- Chapelle de Beaufort de Rochebrune.

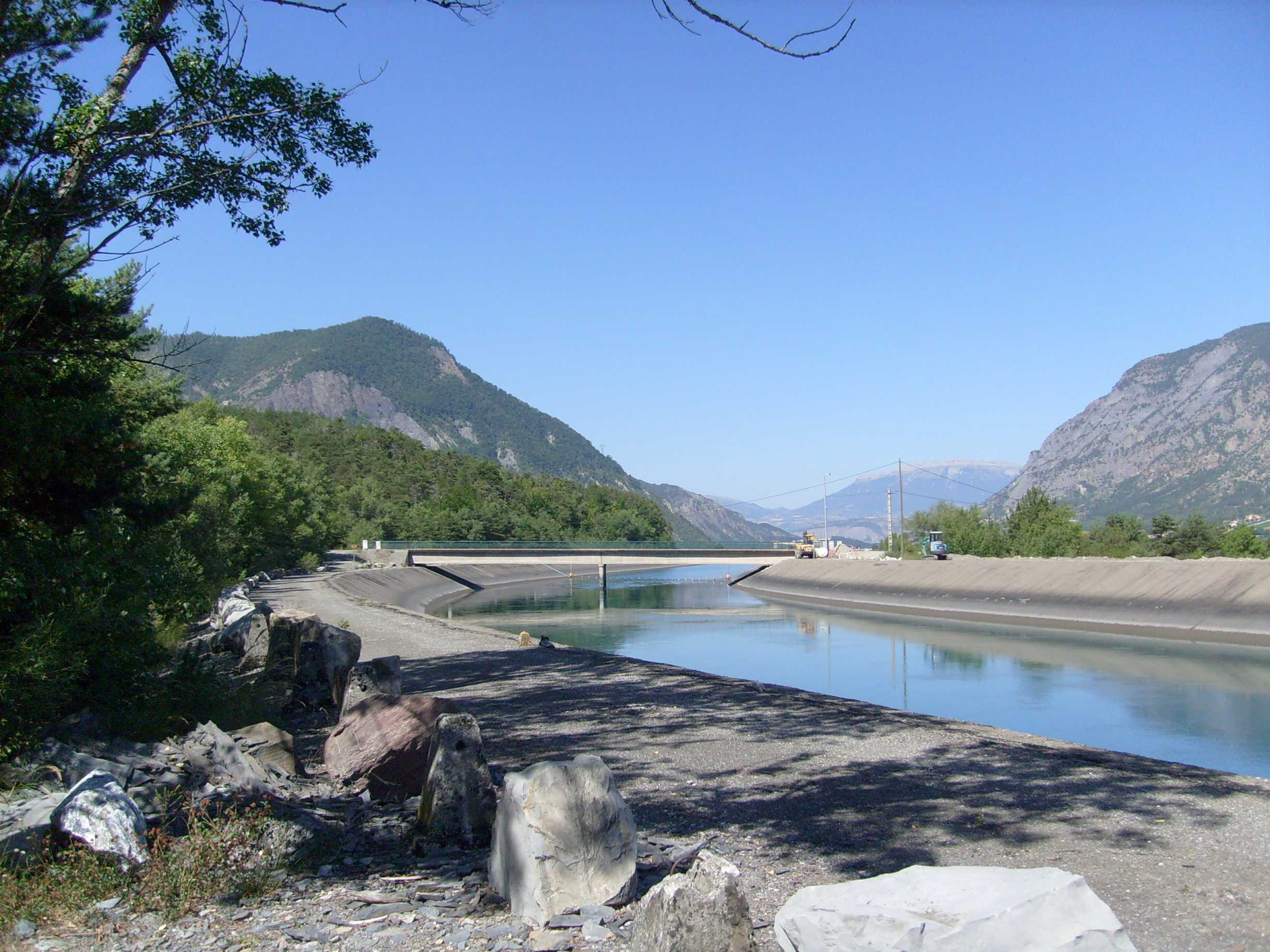
Canal de Curban.
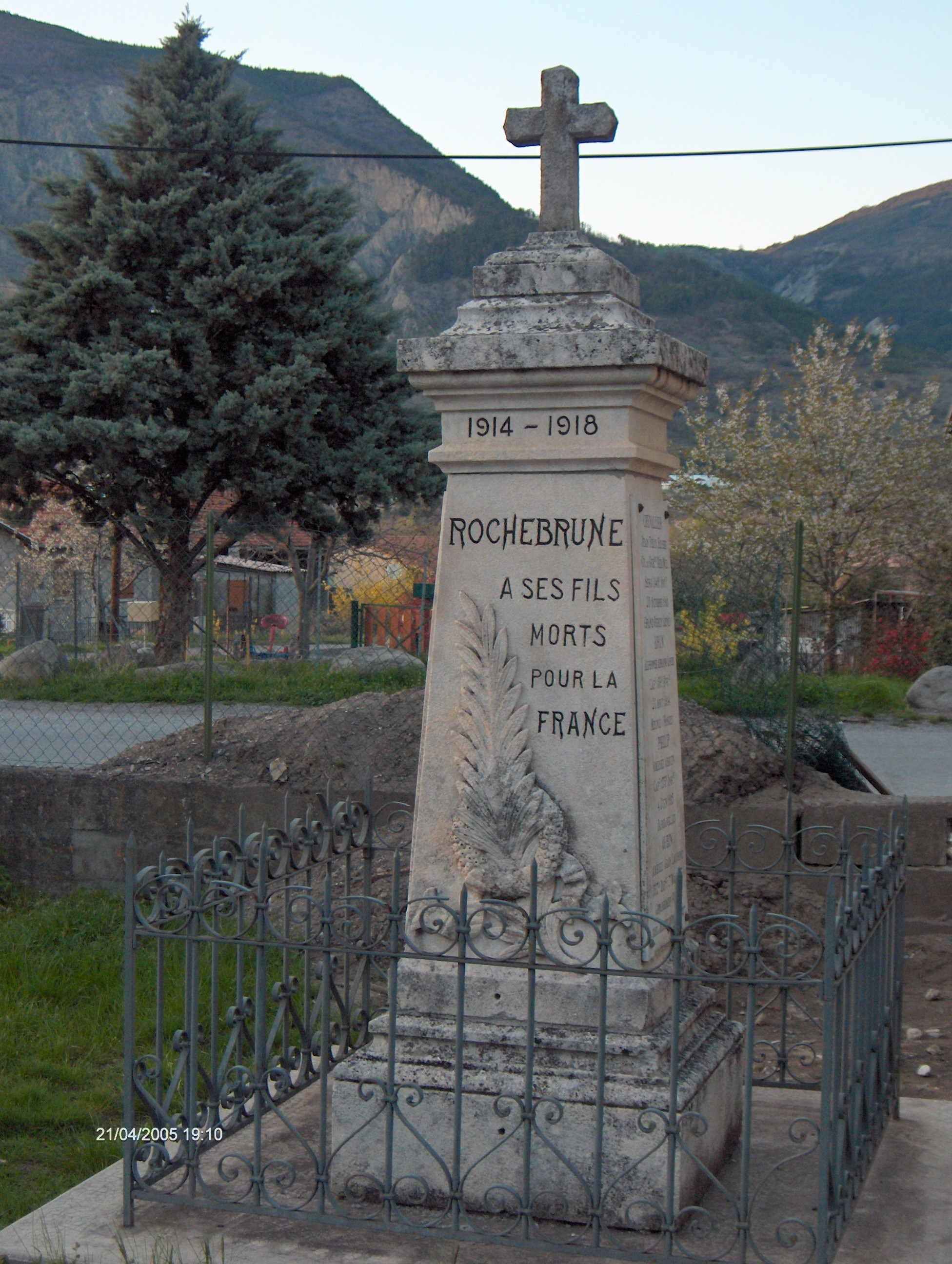
Monument aux morts.
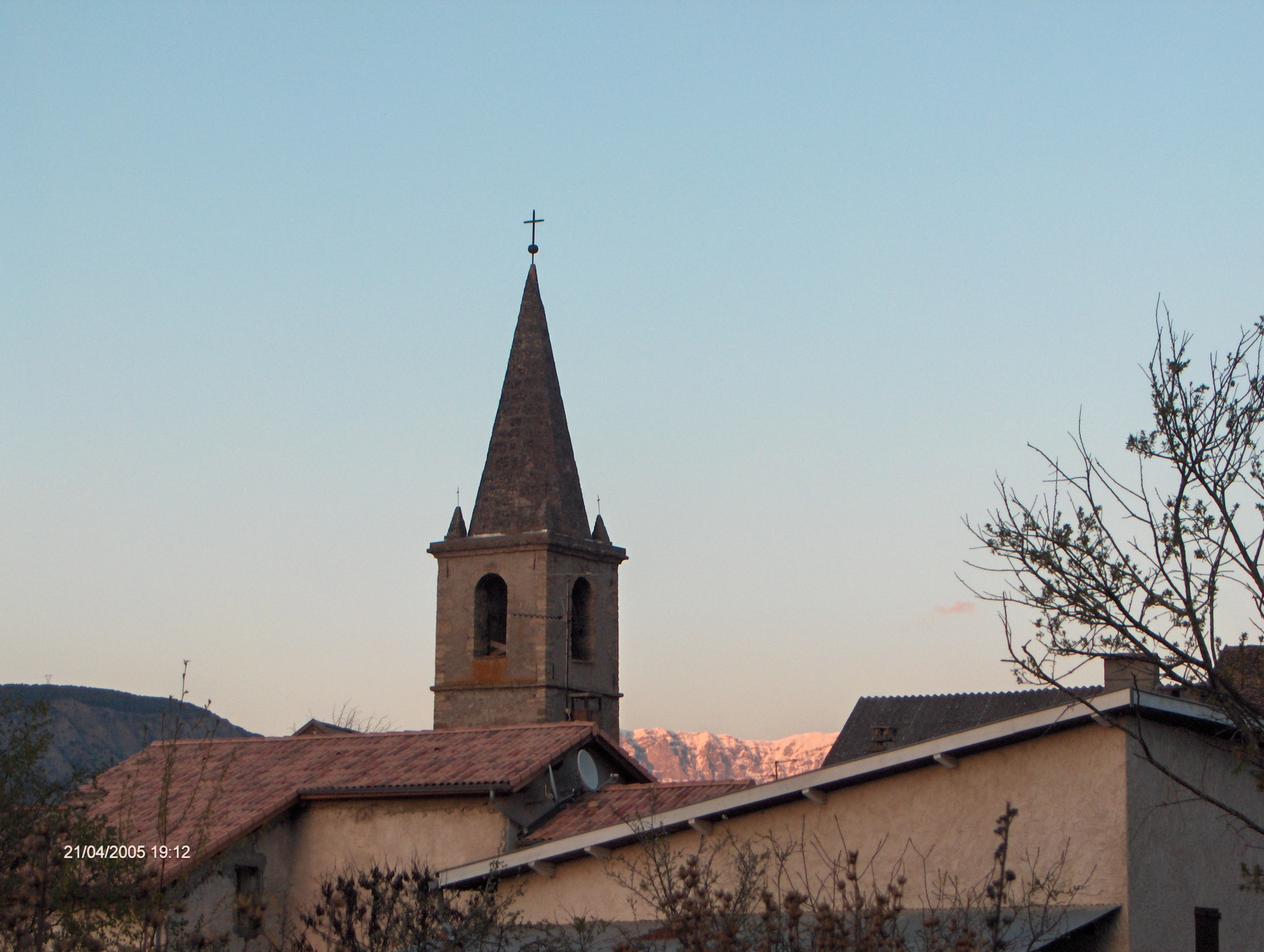
L'église.
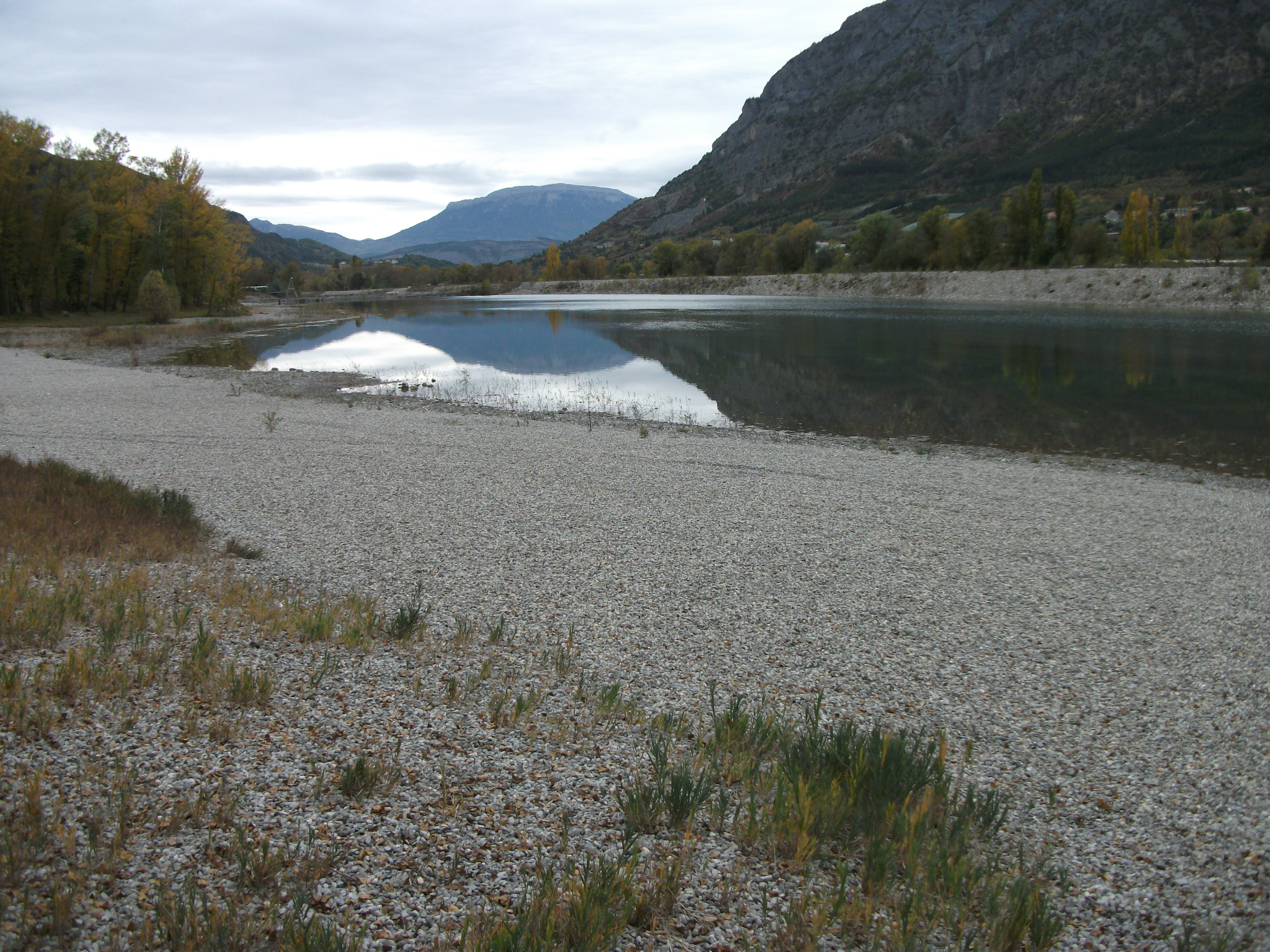
1er lac du plan d'eau en octobre 2014.

### Héraldique
| Blason de Rochebrune | Blason  | D'argent à deux rocs d'échiquiers de sable posés en pal et accostés de deux pals de gueules. |
| Blason de Rochebrune | Détails | Le statut officiel du blason reste à déterminer.                                             |